# Bagnisiopsis praestans
Bagnisiopsis praestans är en svampart som först beskrevs av Joseph-Henri Léveillé, och fick sitt nu gällande namn av Theiss. & Syd. 1915. Bagnisiopsis praestans ingår i släktet Bagnisiopsis och familjen Phyllachoraceae.   Inga underarter finns listade i Catalogue of Life.